# Eşref Apak
Eşref Apak (* 3. Januar 1982 in Kalecik, Provinz Ankara) ist ein türkischer Leichtathlet, der sich auf den Hammerwurf spezialisiert hat und in dieser Disziplin Inhaber des türkischen Landesrekords ist.

## Sportliche Laufbahn
Erste Erfahrungen bei internationalen Meisterschaften sammelte Eşref Apak im Jahr 1999, als er bei den erstmals ausgetragenen Jugendweltmeisterschaften in Bydgoszcz mit einer Weite von 71,45 m den sechsten Platz belegte. Im Jahr darauf siegte er mit 68,44 m bei den Junioren-Balkan-Meisterschaften in Constanța und gewann anschließend mit 69,97 m auch bei den Juniorenweltmeisterschaften in Santiago de Chile die Goldmedaille. 2001 gewann er bei den Leichtathletik-Junioreneuropameisterschaften in Grosseto mit 67,56 m die Bronzemedaille und anschließend belegte er bei den Mittelmeerspielen in Tunis mit 71,06 m den fünften Platz, ehe er bei den Junioren-Balkan-Meisterschaften in Ankara mit 70,40 m die Goldmedaille gewann. Im Jahr darauf wurde er bei den Balkanspielen in Bukarest mit 71,31 m Vierter und 2003 gewann er bei den U23-Europameisterschaften in Bydgoszcz mit 76,52 m die Silbermedaille hinter dem Ungarn Krisztián Pars. Im Jahr darauf siegte er mit 77,50 m bei den Balkan-Meisterschaften in Istanbul und nahm daraufhin an den Olympischen Sommerspielen in Athen teil, bei denen er mit 79,51 m im Finale ursprünglich den vierten Platz belegte. Nachträglich wurde der erstplatzierte Adrián Annus (HUN), der sich in den Tagen nach dem Wettkampf einer Dopingkontrolle verweigert hatte, disqualifiziert und auch der einstige Silbermedaillengewinner Iwan Zichan wurde wegen eines Dopingverstoßes disqualifiziert. Laut IOC wird Esref Apak auf Platz 2 geführt aber ohne Vergabe einer Silbermedaille, Silber und Bronze wurden nicht mehr vergeben.
Apak stellte am 4. Juni 2005 in Istanbul den aktuellen türkischen Rekord von 81,45 Metern auf und siegte Anfang Juli mit 77,88 m bei den Mittelmeerspielen in Almería. Anschließend scheiterte er bei den Weltmeisterschaften in Helsinki in der Qualifikationsrunde, gewann dann aber bei der Sommer-Universiade in Izmir mit 76,18 m die Silbermedaille hinter dem Belarussen Wadsim Dsewjatouski. Im Jahr darauf verpasste er bei den Europameisterschaften in Göteborg mit 70,17 m den Finaleinzug und 2007 gelangte er bei den Weltmeisterschaften in Osaka mit 76,59 m im Finale auf Rang elf. Im Jahr darauf nahm er erneut an den Olympischen Sommerspielen in Peking teil, schied dort aber mit einer Weite von 74,45 m in der Qualifikationsrunde aus.
2009 belegte er bei den Mittelmeerspielen in Pescara mit 73,56 m den vierten Platz und anschließend kam er bei den Weltmeisterschaften in Berlin mit 70,70 m nicht über die Vorrunde hinaus. 2011 verpasste er bei den Weltmeisterschaften in Daegu mit 73,38 m den Finaleinzug und im Jahr darauf schied er bei den Olympischen Sommerspielen in London mit 73,47 m erneut in der  Qualifikationsrunde aus. 2013 wurde er wegen Dopings mit Stanozolol für zwei Jahre bis zum 25. Juni 2015 gesperrt.
Nach Ablauf seiner Sperre siegte er 2015 mit einer Weite von 76,82 m bei den Balkan-Meisterschaften in Pitești, ehe er bei den Weltmeisterschaften in Peking mit 73,01 m in der Qualifikationsrunde ausschied. Im Jahr darauf verteidigte er bei den Balkan-Meisterschaften in Pitești mit 76,45 m seinen Titel und brachte anschließend bei den Europameisterschaften in Amsterdam in der Vorrunde keinen gültigen Versuch zustande. Daraufhin nahm er an den Olympischen Sommerspielen in Rio de Janeiro teil und verpasste dort mit 70,08 m den Finaleinzug. 2017 siegte er mit 74,32 m bei den Islamic Solidarity Games in Baku und anschließend schied er bei den Weltmeisterschaften in London mit 73,55 m in der Qualifikationsrunde aus. Im Jahr darauf gewann er bei den Balkan-Meisterschaften in Stara Sagora mit 76,21 m erneut die Goldmedaille und im August kam er bei den Europameisterschaften in Berlin mit 72,70 m nicht über die Vorrunde hinaus.
2021 siegte er mit 74,60 m bei den Balkan-Meisterschaften in Smederevo und nahm daraufhin zum fünften Mal in Folge an den Olympischen Sommerspielen in Tokio teil und gelangte dort mit 76,71 m im  Finale auf den neunten Platz. Im Jahr darauf gewann er bei den Islamic Solidarity Games in Konya mit 71,34 m die Silbermedaille hinter dem Usbeken Suhrob Xoʻjayev.
In den Jahren 2001, von 2008 bis 2011 sowie 2013, 2018 und 2021 wurde Apak türkischer Meister im Hammerwurf.

## Persönliches
Apak war von 2009 bis 2016 mit der türkischen Leichtathletin Sema Aydemir verheiratet und hat mit ihr einen gemeinsamen Sohn.